# Mansonia (houtsoort)

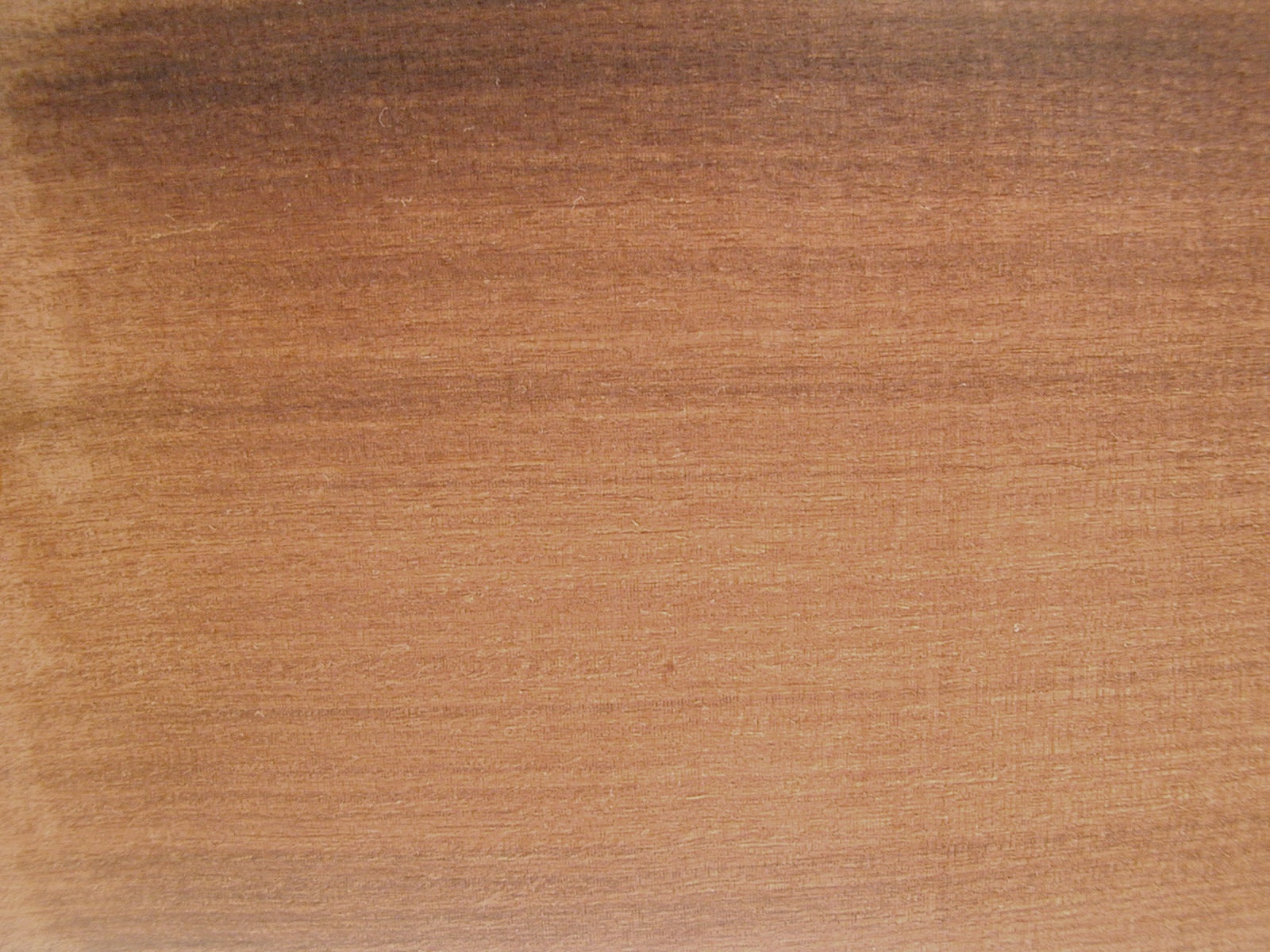

Mansonia (of Bété) is een houtsoort afkomstig van Mansonia altissima (familie Sterculiaceae) die voorkomt in West-Afrika.
Het hout is rechtdradig en heeft geelachtig bruin tot paarsachtig donkergrijs kernhout en witachtig spinthout.  Het hout wordt vooral gebruikt voor trappen, meubels en parket, maar ook als fineer en andere binnenschrijnwerk. 
Bij bewerking kan giftig stof ontstaan, met branderige ogen en slijmvliesproblemen tot gevolg. Het hout dient na bewerking met een filmvormend product te worden afgewerkt wegens deze giftigheid. 